# Richard Trinkler
Richard Trinkler (Sirnach, 22 agosto 1950) è un ex ciclista su strada svizzero, attivo soprattutto tra i dilettanti e professionista dal 1987 al 1989.

## Palmarès

### Olimpiadi
- 1 medaglia:
  - 1 argento (Los Angeles 1984 nella corsa a cronometro a squadre)